# Jehserig
Jehserig, niedersorbisch Jazorki („kleine Seen“), ist ein Dorf und eine ehemalige Gemeinde in der Niederlausitz. Seit dem 31. Dezember 2001 ist Jehserig ein Ortsteil der Stadt Drebkau und liegt südwestlich von Cottbus im Landkreis Spree-Neiße in Brandenburg.

## Geografie

### Geografische Lage
Jehserig liegt unweit des ursprünglichen Drebkauer Stadtgebiets und jeweils 12 km entfernt von Cottbus und Spremberg. Der Ort liegt am Rande des durch die Elstereiszeit aufgeschobenen Höhenzuges „Steinitzer Alpen“ und hat eine Höhe ü. M. von 97 m (Merkur) bis 136 m (Papproth). Mit 158 m ist der Papprother Rodelberg nach der tagebaulichen Abbaggerung der Steinitzer Alpen in den Jahren 2000 bis 2008 nun mit dem Steinitzer Rodelberg die höchste Erhebung der Niederlausitz westlich der Spree. Der Tagebau Welzow-Süd hat das Ortsgebiet in den vergangenen zwei Jahrzehnten im Süden gestreift, frühere Abbaggerungsabsichten wurden aufgrund der geringen Stärke des in 80 m Tiefe liegenden Kohleflözes fallen gelassen. Die größeren Waldgebiete südwestlich des Ortes sind durch ehemalige Tiefbauschächte zerklüftet und umschließen einen See, der mit Wasser aus der Vorfeldentwässerung des Tagebaus gespeist wird.

### Ortsgliederung
Zur früheren Gemeinde gehörten neben dem ursprünglichen Dorf Jehserig auch die historisch gewachsenen Dörfer Rehnsdorf und Papproth, sowie der aus einer Brikettfabrikssiedlung zu Beginn des letzten Jahrhunderts entstandene Ort Merkur. Zusammen leben in den vier Orten ca. 450 Bewohner.

## Geschichte
Jehserig ist eine im frühen Mittelalter entstandene sorbische Siedlung, die 1353 erstmals in einem deutschen Dokument erwähnt wurde. Sorbisch heißt der Ort Jazorki und bedeutet „kleine Seen“, was die ursprüngliche Umgebung mit Tümpeln, Sümpfen und Bächen beschreibt. Heute erinnern die Senken im Park, am Feuerwehrhaus, rechts der Kurve am Ortseingang und am Ende des Kiefernwegs an diese Seen, deren Reste im Zuge der Tagebauentwässerung verschwunden sind. Jehserig war bis zum Ende des 19. Jahrhunderts ein niedersorbischsprachiges Bauerndorf von 10 Gehöften und einem Gut. Das 2,5-geschossige Gutshaus war Wohnsitz der wechselnden deutschen Besitzer der Ländereien. Beide Sprachen existierten in Jehserig über einen langen Zeitraum parallel. Eintragungen in Dokumenten und Kirchenbüchern geben Auskunft über die Schwierigkeit, für Namen und Flurbezeichnungen einheitliche Bezeichnungen zu finden. In vielen Familien wurde zu Hause Sorbisch gesprochen, während der Kontakt zur Gutsbesitzerfamilie, zum Pfarrer und später auch zum Lehrer im Ort deutsch war. Nur wenige Pfarrer, wie der Schorbuser Bogumił Šwjela, sprachen und predigten auf Sorbisch. Kirchlich gehörte Jehserig immer zur evangelischen Kirchgemeinde Wolkenberg, während Rehnsdorf aufgrund der damaligen preußisch-sächsischen Grenzlinie zu Drebkau eingepfarrt war. Während sich Sorbisch als Haussprache in den Dörfern südlich und östlich noch bis ins 20. Jahrhundert behaupten konnte, war in Jehserig zu dieser Zeit bereits Deutsch die hauptsächlich gesprochene Sprache. Einige Flurbezeichnungen (Glina, Huschkusenka u. a.) und auch Familiennamen erinnern heute noch an das Sorbische. Auch haben sich das Zampern und zum Teil Kirmes aus dieser Zeit erhalten. Jehserig lag lange Zeit an oder Nahe der sächsisch-preußischen Grenze. Durch die unterschiedlichen Zukäufe und Ländereiaufgaben im 18. und 19. Jahrhundert waren zwischen Cottbus und Ortrand eine Vielzahl von Grenzverläufen zwischen preußischen, sächsischen und schlesischen Besitztümern. Einen Höhepunkt bildete dabei der so genannte Bierkrieg, der auch im Jehseriger Gasthaus ausgetragen wurde. Das für seine zur damaligen Zeit vielen Brauereien bekannte Drebkau kämpfte dabei um die Schankhoheit im preußischen Jehserig gegen die Spremberger Brauerei. In den Jahren der Industrialisierung und der folgenden Erschließung von Tiefbauanlagen südlich und südwestlich von Jehserig wanderten meist deutsche Arbeiterfamilien ein, die sich im neu gegründeten Merkur ansiedelten. Viele Tiefbaustollen wurden in den Lausitzer Sand um den Ort Göhrigk, südwestlich Jehserig, getrieben um die Braunkohle in die Brikettfabrik in Merkur zu befördern. Mehrere Arbeiterwohnhäuser, ein stattliches Fabrikbesitzerhaus, Reste der Fabrik sowie viele Wohnhäuser der sich ansiedelnden Arbeiter erinnern an diese Zeit. Der Göhrigker See ist infolge des Abbaus auf dem Gemeindegebiet entstanden. Der Ort Göhrigk musste in den 70er Jahren und in seinen baulichen Überresten schlussendlich in den 90er Jahren aufgrund der einstürzenden Tiefbauschächte unter dem Ort weichen. Heute gibt es in Jehserig neben den Bauerngehöften mit seinen z. T. historischen Bauwerken (Feldsteinscheune aus dem Jahre 1863 in der Straße am Park 5) und dem restaurierten Gutshaus mit seinem Park einige neue Häuser von Zugezogenen und neben der Durchfahrtsstraße von Drebkau nach Spremberg auch eine direkte Anbindung am westlichen Ortsausgang an die B 169 (Senftenberg–Cottbus).
Am 31. Dezember 2001 ging Jehserig mit seinen Ortsteilen Rehnsdorf (Eingemeindung am 10. Januar 1973), Papproth und Merkur in der neu gegründeten Gemeinde Stadt Drebkau auf. Ortsvorsteher in Jehserig ist Mario Zucker.

## Bevölkerung
Für seine Statistik über die sorbische Bevölkerung in der Lausitz ermittelte Arnošt Muka in den achtziger Jahren des 19. Jahrhunderts für Jehserig eine Bevölkerungszahl von 123 Einwohnern, davon waren 66 Sorben (54 %) und 57 Deutsche.

## Vereine
In Jehserig gibt es als Vereine die Freiwillige Feuerwehr, den Dorfclub Jehserig, den Billardclub, und einen Anglerverein. In Rehnsdorf ansässig ist seit Anfang der 1990er Jahre das Betreute Wohnen Rehnsdorf e. V. (Rehabilitation suchtkranker Menschen). Legendär war auch das Jehseriger Dorftheater. Gleich fünfmal wurde die Truppe mit dem Titel Hervorragendes Volkskunstkollektiv der DDR ausgezeichnet, auch den Carl-Blechen-Preis gab es.

## Söhne und Töchter (Auswahl)
- Richard von Wentzel (1850–1916), preußischer Verwaltungsjurist